# Livsfarlig film
Livsfarlig film är en svensk långfilm från 1988 i regi av Suzanne Osten.

## Handling
Filmkomikern Emil Frankentein (utan s) arbetar för ett skräckfilmsbolag som skapar allt blodigare och skrämmande specialeffekter. Han kommer med ett förslag om att göra en dokumentärfilm om de flyktingar som håller sig gömda i ett underjordiskt lager. Bolagschefen Menaden och manusförfattaren Görel Key blir föga entusiastiska över hans förslag.

## Om filmen
Inspelningen ägde rum mellan juli och september 1987 i Stockholm (Sonet Studios AB ateljé i Bromma) och premiärvisades 4 mars 1988 på flera biografer i Sverige. 2015 släpptes den på samlings-DVD:n Det bästa av Suzanne Osten - Film, feminism och galenskap.

## Rollista
I filmindustrin
- Pia Dafne Bæckström – andra fotografen i filmteamet
- Stina Ekblad – Menaden, chef för filmbolaget
- Agneta Ekmanner – Görel Kay, manusförfattaren
- Marie Feltman – tredje fotografen i filmteamet
- Zoey Finer – Ella, Emil Frankenteins dotter, 9 år
- Björn Gedda – labbtekniker, specialeffekter
- Etienne Glaser – Emil Frankentein
- Lena T. Hansson – Ingrid Stromboli, filmstjärna
- Gunilla Röör – Ella som nittonåring
- Bo Samuelson – ljudtekniker i filmteamet
- Lars Wiik	– skådespelare/kött- och benassistent
- Rikard Wolff – sminkör, "kött och ben"

På lagret
- Hugo Álvarez – flykting
- Christina Andrén – en kvinna
- Demba Conta – Hades
- Osvaldo Di Giorgio – flykting
- Sait Eser – uruguayan
- Ana-Yrsa Falenius – Eleonor
- Henric Holmberg – förmannen på lagret
- Pia Johansson – motorcykelpolis/mannekäng
- Tuncel Kurtiz	– Tantalus, iranier
- María Lustrón	– flyktingkvinna från El Salvador
- Manuel Magrini – flykting
- Claes Månsson – Kerberos
- Lars Göran Persson – Sisyfos
- Iris Scaccheri – Persefone
- Anja Schmidt – Ingen
- Rakel Serón – flyktingkvinna från El Salvador
- Helge Skoog – Ixion
- Herita Stern – flykting
- Philip Zandén – Lucho
- Anette Zylberszac – flyktingmamma

I cafeterian
- Henry Bronett – skådespelare med kniv i halsen
- Marian Gräns – skådespelaren som sprutar ketchup
- Gerd Hegnell – skådespelaren som säger: "Det är vad jag kallar ett blödande konstnärshjärta"
- Stephan Karlsén – skådespelaren som biter av sin fingertopp
- Claes Ljungmark – Ivo, skådespelare
- Inga Sarri – servitris/mannekäng

I varuhuset
- Leif Andrée – beundrare
- EwaMaria Björkström – modekonferencier/nyhetsuppläsare i TV
- Niklas Ek	– professor Sven Emil, chefspsykiater på Svartlöga
- Carl Jan Granqvist – professor Karl Emil Lunde
- Nils Gredeby – smokingklädd beundrare/psykologen i TV
- Mattias Helldén – musiker
- Gudrun Henricsson	– dam i koppel
- Curre Hilfon – Karlsson, hisskötaren
- Sven Holm	– mannekäng
- Bengt-Åke Håkansson – beundrare/mannekäng
- Örjan Högberg – musiker
- Jonas Lindgren – musiker
- Saara Salminen – mannekäng med spädbarn
- Johan Söderberg – musiker
- Ylva Törnlund	– beundrare
- Sebastian Öberg – musiker
- Bernt Östman – beundrare/mannekäng

Övriga
- Bengt-Erik Andersson
- Jörgen Andersson
- Ingela Berggren
- Ebi Eshaghi
- Ika Hidemark
- Pernilla Hindsefelt
- Seija Hyvönen-Mammen
- Sara Larsson
- Micke och Marcin
- Peter Rosendahl
- Lena Stefenson
- Lena B. Eriksson

### Fotnoter
1. 1 2 3  ”Livsfarlig film”. Svensk Filmdatabas. http://sfi.se/sv/svensk-filmdatabas/Item/?itemid=16868&type=MOVIE&iv=Basic&ref=/templates/SwedishFilmSearchResult.aspx?id%3d1225%26epslanguage%3dsv%26searchword%3dlivsfarlig+film%26type%3dMovieTitle%26match%3dBegin%26page%3d1%26prom%3dFalse. Läst 21 maj 2013.